# Uryadovy Kuryer

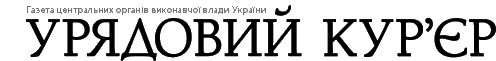
Logo de l'Uryadovy Kuryer

Uryadovy Kuryer (en ukrainien : Урядовий кур'єр, en français Courrier gouvernemental) est le quotidien national publié par le pouvoir exécutif de l'Ukraine.

## Histoire et profil
Fondé en 1990, Uryadovy Kuryer est publié en ukrainien et figure régulièrement parmi les trois premiers journaux nationaux. Le premier rédacteur en chef est Mykhailo M. Soroka. L'actuel rédacteur en chef d'Uryadovy Courier est Sergii Braga. Il s'adresse aux lecteurs politiques et commerciaux et est utilisé comme source par les agences de presse Reuters et Bloomberg.
Le Kuryer couvre les développements politiques, économiques, culturels et sportifs en Ukraine et dans le monde. Cependant, l'objectif principal du journal est le travail du président et du cabinet des ministres de l'Ukraine. En tant que publication officielle, le Courrier dispose d'informations exclusives de première main provenant de sources gouvernementales. Les décrets présidentiels et ministériels sont publiés dans le journal, ainsi que les lois les plus importantes adoptées par le Parlement ukrainien.
En 1994, Kuryer est émis avec un tirage de 190 770 exemplaires. Il est de 202 750 exemplaires en 1995 et 175 296 exemplaires en 1996, 153 624 exemplaires en 1997 et 146 793 exemplaires en 1998.